# Kosory
Kosory – przysiółek wsi Czyżów w Polsce, położony w województwie świętokrzyskim, w powiecie kieleckim, w gminie Łagów.
W latach 1975–1998 przysiółek należał administracyjnie do województwa kieleckiego.